# 大衛·賓特利
大衛·賓特利（英語：David Bentley，1984年8月27日—），在英格蘭的彼得伯勒出生，是一位已退役的英格蘭足球運動員。慣用腳是右腳。他能勝任中前場的不同崗位，現時主要擔任球隊的右翼鋒。賓特利在倫敦球會阿仙奴的青訓系統出身，雖然被視為前途無限的新星，但阿仙奴強大的陣容使其出場時間受到很大的限制。其後藉著外借到诺里奇城及布力般流浪期間的出色表現，賓特利開始受到英格蘭21歲以下國家隊徵召，並在2007年9月對以色列的比賽中首度為國家隊上陣。

## 生平

### 阿仙奴
賓特利在英格蘭東部劍橋郡的彼得伯勒出生，小時候於毗連的哈特福郡一間名為Wormley的小球會踢球，經常司職前鋒。13年歲那年，賓特利被發掘到阿仙奴青訓學校接受訓練，並在教練的安排下後移到中場邊路負責翼鋒的角色。16歲時候，被阿仙奴領隊阿爾塞納·溫格邀請參與球會成年隊的常規操練。
2003年1月，賓特利的職業足球生涯正式展開，他在對牛津聯比賽中首次披甲上陣，在下半場77分鐘入替後衛，最後阿仙奴以2:0獲勝，成功晉級英格兰足总杯第四圈。由於賓特利的踢法喜歡深入敵方腹地，2004年1月24日當他在足總杯4-1擊敗米杜士堡時射入一記漂亮的笠射，這是他在阿仙奴的首個入球，自此常被拿來與同隊前輩柏金作比較。
賓特利為阿仙奴唯一一次聯賽上陣是在2004年5月對樸茨茅夫之役正選出場。

### 諾域治
2004-05賽季，賓特利被外借至諾域治作賽，他代表上陣26場比賽及射入2球。他在卡諾路球場的不俗狀態因2005年1月的受傷而中斷。賓特利於4月才告傷瘉，諾域治主場迎戰曼聯，後補上陣的他射入關鍵的一球，協助球隊以2-0撃敗曼聯。雖然諾域治在球季後段逐漸進入狀態，但仍於球季最後一日落敗而告別英超聯。在諾域治降級後，賓特利因借用合約完結而返回阿仙奴。由於難以晉身球會的一線陣容，而且渴望取得正選比賽機會，賓特利主動提出轉會要求。

### 布力般流浪
為爭取離開阿仙奴，賓特利與包括伍尔弗汉普顿流浪者在內的數支球隊扯上關係，但最終只在轉會限期（2005年8月31日）屆滿前獲外借到布力般流浪一季。2006年1月31日轉會市場重開最後一日，布力般流浪宣佈從阿仙奴正式買入賓特利。
賓特利轉會後首場比賽對曼聯，布力般流浪以4-3獲勝，賓特利射入3球，是他在高級比賽中首次演出帽子戲法，更是英超聯歷史上首名在一場比賽中射破曼聯三次大門的球員。對上一名對曼聯連中三元的球員是昆士柏流浪的丹尼士·庇利（Dennis Bailey），已經是1992年在舊甲組的聯賽了。
2007年2月27日，賓特利與布力般流浪延長合約至2011年。他在2006-07賽季射入7球及13個助攻，獲得領隊馬克·曉士的讚賞他「天賦優秀，前途無限」(a great talent with a big future)，球會主席約翰威廉士則說他是是本土最佳年青球員(is widely regarded as one of the best young footballers in the country)。該賽季後，他奪得布力般流浪球迷在官方網站票選的季度最佳隊員。
2007/2008英超聯賽季，賓特利在12月1日主場對紐卡素梅開二度，協助球隊以3-1擊敗紐卡素。最終在賽季完結之時，再次錄得8個入球、13次助攻的高效率表現。而布力般流浪亦以第7名完成聯賽，較遺憾的是未能取得歐洲足協杯的參賽資格。雖然賓特利在這間蘭開夏郡球會有穩定的發揮，並使他開始踏上國家隊的康莊大道。但2008年夏天隨著恩師馬克·曉士離巢改執曼城教鞭，賓特利也萌生去意，寄望轉投到規模更大，有能力競逐歐洲賽事的球會。其時布力般流浪會方為他標上驚人的1800萬英鎊身價。

### 熱刺
2008年7月30日賓特利以1,500萬英鎊轉會費，轉投另一支英超球隊熱刺，視乎其表現還可能再追加200萬英鎊。賓特利在2008年8月16日首次代表熱刺參加英超比賽。2008年10月29日在熱刺對阿森納打成4-4的一場緊湊的北倫敦德比中，賓特利面對舊東家射入了他在熱刺的首個英超聯賽進球，而且更是一記非常漂亮、使人印象深刻的43碼窩利遠射。
2010/11年球季在加盟後，加上穩佔右翼正選，上半季僅為一隊上陣3場，於2011年1月12日被外借到伯明翰城直到球季結束，但仍然無法穩固正選席位，半季在聯賽及盃賽合共上陣15場，僅在英格蘭足總盃對取得唯一入球。
2011年8月31日於熱刺成功從韋斯咸羅致後，賓特利以借用身份反向加盟韋斯咸直到球季結束。於上陣5場後，10月12日他在左膝接受手術後暫時返回熱刺，預計需養傷6個月。

### 國家隊
賓特利曾於英格蘭18歲以下的少年隊中作賽，並曾擔任過隊長。而在代表英格蘭二十一歲以下國家隊時，他上陣過八場入四球。，其中2007年3月4日那球更加是新溫布萊球場擴建啟用以後首個英國人的入球，當時對手乃意大利21歲以下國家隊。
當時擔任英格蘭國家隊主帥的教練麥卡倫曾公開稱賓特利有條件成為新碧咸。而在2007年5月，賓特利乃首次入選英格蘭國家隊，在多場2008年歐洲國家盃外圍賽上陣。可是英格蘭最終在外圍賽出局，使賓特利跟該次重要大賽無緣。及至英格蘭換上名帥卡比路，賓特利也有份入選參與多場友誼賽。
2008年2月6日，賓特利在對瑞士的國際友誼賽上首次為國家隊正選上陣。

## 風格變遷
賓特利在阿仙奴與諾域治的時候被定位為影子前鋒(second striker)，該位置要求創造力、進攻意識兼備，主要為其前鋒拍擋製造機會，但也可自行得分。賓特利早年流露出不俗的射術與傳送，使阿仙奴球迷頻頻把他與該會經典的影子前鋒表表者柏金相提並論。另一原因是賓特利曾經後備入替柏金：2004年1月24日對米杜士堡的足總杯4-1勝仗中，賓特利在第84分鐘入替柏金上場，更於是役90分鐘收穫他的首個入球。當時溫格對他評價為「支援型的前鋒」(I see his future as a support striker)。
然而當2006年賓特利轉投布力般流浪之後，他明顯更加靠近球場的右側邊陲，利用其邊路突破協助球隊進攻。期間賓特利的傳中能力得到提升，落點準繩，同時又成為球隊處理自由球和角球的第一人選，其風格改變後的種種跡象使人們認為他更像碧咸的接班人，而且賓特利在國家隊也穿上過7號球衣。

## 榮譽
熱刺
- 英格蘭聯賽盃亞軍：2008/09年；

## 外部連結
- 英超聯官方網站 - 賓特利（页面存档备份，存于）
- ESPN.com：統計 （页面存档备份，存于）
- Sporting-heroes.net：照片及統計 （页面存档备份，存于）
- 足球資料庫：賓特利
- Yahoo! Sport UK：賓特利
- Icons.com 賓特利的個人Blog
- 諾域治元老：賓特利 （页面存档备份，存于）